# 하칸 야킨
하칸 야킨(튀르키예어: Hakan Yakın, 1977년 2월 22일, 스위스 바젤슈타트주 바젤 ~ )은 스위스의 전 축구 선수로 과더 포지션은 공격수와 미드필더였다. 또한 무라트 야킨 현 스위스 대표팀의 동생으로 알려져 있으며 바젤의 터키 이민자 가정에서 태어나 어릴 때부터 축구에 두각을 나타내었다.

## 선수 경력
야킨은 1995년 그의 고향인 FC 바젤에서 축구 경력을 시작하였으며, 그라스호퍼 클럽 취리히, FC 장크트갈렌을 거친 뒤 2001년 자신의 친정팀인 FC 바젤로 복귀하여 친형인 무라트 야킨과 함께 뛰어난 활약을 하였다. 특히 2002-03 시즌 UEFA 챔피언스리그에서 리버풀 FC와 FC 스파르타크 모스크바를 제치고 소속팀을 2라운드로 이끌어, 사상 최초로 스위스 슈퍼리그 팀이 UEFA 챔피언스리그 2라운드에 진출하는 데 크게 기여하였다. 그러나 파리 생제르맹 FC, VfB 슈트트가르트, 갈라타사라이 SK 등 해외 축구팀으로 이적한 뒤에는 스위스에서의 활약상을 전혀 보여주지 못한 채 서서히 빛을 잃어 갔다.
그는 2005년 스위스 슈퍼리그의 BSC 영 보이즈로 이적하여 좋은 활약을 펼쳤다. 2008년 7월 전북 현대 모터스에서 하칸 야킨의 영입을 시도하였으나, UEFA 유로 2008에서의 활약으로 몸값이 많이 올라 결국 연봉 250만 유로에 카타르 리그의 알가라파 SC로 이적하였다. 2009년 3월 그의 형인 무라트 야킨이 지휘봉을 잡고 있는 그라스호퍼 클럽 취리히 U-21 팀에서 개인 훈련을 하고 있다는 보도가 나오기도 하였으며, 그 해 6월 FC 루체른으로 이적하여 스위스로 복귀하였다.

### 국가대표팀 경력
야킨은 2000년부터 2011년까지 스위스 국가대표팀에서 87경기 출장에 20골을 기록하였다.. 그는 터키 축구 국가대표팀의 제의를 받기도 하였으나, 이를 거절하고 스위스 축구 국가대표팀을 선택하였다. 그는 두 번의 UEFA 유럽 축구 선수권 대회 (2004년과 2008년)에 참가하였고, 2006년 FIFA 월드컵에서는 최종 엔트리에 포함되지 못하였으나, 대회 직전에 부상을 당한 요한 볼란텐의 대체 선수로 합류하였다.
UEFA 유로 2008에서는 3골을 득점하여 4골을 기록한 다비드 비야에 이어 루카스 포돌스키, 로만 파블류첸코, 세미흐 셴튀르크와 함께 득점 공동 2위에 올랐으며, 이러한 활약으로 인하여 팀의 새 감독으로 부임한 오트마어 히츠펠트의 신임을 얻어 2010년 FIFA 월드컵 유럽 지역 예선에도 참가하였다.

## 수상
바젤
- 2001-02 스위스 슈퍼리그 우승
- 스위스 컵 : 2001-02, 2002-03
- 2003년 UhrenCup 우승

 갈라타사라이
- 2004-05 터키 컵 우승

 영 보이즈
- 2007년 UhrenCup 우승

개인
- 2007-08 스위스 슈퍼리그 득점왕
- UEFA 유로 2008 조별리그 맨 오브 더 매치 (vs 포르투갈)
- 스위스 슈퍼리그 올해의 선수상 : 2003, 2008